# Karl Fischer (allenatore di calcio)
Karl Fischer (Impero austro-ungarico, 12 marzo 1888 – ...) è stato un allenatore di calcio austriaco.

## Carriera
Karl "Charlie" Fischer nasce nell'Impero austro-ungarico il 12 marzo del 1888. Nel 1922 allena la squadra di calcio del Pogoń Lwów, militante nella massima divisione del campionato polacco. La squadra, inserita in un girone comprendente KS Cracovia (campioni di Polonia in carica), Lublinianka e Ruch Chorzów, vince il raggruppamento, arrivando al primo posto a pari punti con il KS Cracovia. Il club si scontra in una doppia finale contro la vincente dell'altro girone, il Warta Poznań: all'andata finisce 1-1 e al ritorno gli avversari sono avanti per una rete a zero alla fine del primo tempo. Nella ripresa, la squadra guidata da Karl Fischer rimonta il punteggio vincendo sulla compagine di Poznan con il risultato di 4-3. È il primo titolo nella storia del Pogoń Lwów.
Fischer si ripete l'anno seguente. Il club è inserito in un raggruppamento assieme a Polonia Varsavia, Lauda Wilno e Lublino: il Pogoń Lwów domina il girone vincendo tutti gli incontri. Contro il Lauda Wilno, vince all'andata con un rotondo 13-0, segnando 42 volte e subendo solo 3 reti in 6 match. Fischer arriva alla finale contro il KS Cracovia, che ha vinto il primo girone: all'andata il tecnico austriaco s'impone sulla compagine rivale con un netto 3-0 e al ritorno la squadra di Cracovia vince 2-1. Si disputa una terza finale, vinta per 2-1 dal Pogoń Lwów, che così si aggiudica il suo secondo titolo di fila.
Nel 1924 il campionato polacco non è disputato. Fischer torna ad allenare ufficialmente nel 1925. Il torneo di quell'anno si disputa su tre gironi: l'allenatore austriaco arriva al primo posto nel proprio, davanti a Pogoń Vilno e Lublinianska, accedendo alla fase a gironi successiva con le altre due vincenti. Nel secondo raggruppamento, il Pogoń Lwów supera Warta Poznan e Wisła Cracovia, vincendo il terzo campionato di Polonia di fila con Fischer in panchina.
Durante la sua esperienza sulla panchina del Pogoń Lwów, Fischer ha vinto tre campionati consecutivi in tre stagioni da allenatore, perdendo due volte in venticinque incontri e mantenendo una media di vittorie dell'84%.

## Statistiche da allenatore

### Club
In grassetto le competizioni vinte.
| Stagione        | Squadra         | Campionato      | Campionato | Campionato | Campionato | Campionato | Coppe nazionali | Coppe nazionali | Coppe nazionali | Coppe nazionali | Coppe nazionali | Coppe continentali | Coppe continentali | Coppe continentali | Coppe continentali | Coppe continentali | Altre coppe | Altre coppe | Altre coppe | Altre coppe | Altre coppe | Totale | Totale | Totale | Totale | Vittorie % | Piazzamento |
| Stagione        | Squadra         | Comp            | G          | V          | N          | P          | Comp            | G               | V               | N               | P               | Comp               | G                  | V                  | N                  | P                  | Comp        | G           | V           | N           | P           | G      | V      | N      | P      | %          | Piazzamento |
| --------------- | --------------- | --------------- | ---------- | ---------- | ---------- | ---------- | --------------- | --------------- | --------------- | --------------- | --------------- | ------------------ | ------------------ | ------------------ | ------------------ | ------------------ | ----------- | ----------- | ----------- | ----------- | ----------- | ------ | ------ | ------ | ------ | ---------- | ----------- |
| 1922            | Pogoń Lwów      | MP              | 8          | 6          | 1          | 1          | -               | -               | -               | -               | -               | -                  | -                  | -                  | -                  | -                  | -           | -           | -           | -           | -           | 8      | 6      | 1      | 1      | 75,00      | 1º          |
| 1923            | Pogoń Lwów      | MP              | 9          | 8          | 0          | 1          | -               | -               | -               | -               | -               | -                  | -                  | -                  | -                  | -                  | -           | -           | -           | -           | -           | 9      | 8      | 0      | 1      | 88,89      | 1º          |
| 1925            | Pogoń Lwów      | MP              | 8          | 7          | 1          | 0          | -               | -               | -               | -               | -               | -                  | -                  | -                  | -                  | -                  | -           | -           | -           | -           | -           | 8      | 7      | 1      | 0      | 87,50      | 1º          |
| Totale carriera | Totale carriera | Totale carriera | 25         | 21         | 2          | 2          |                 | -               | -               | -               | -               |                    | -                  | -                  | -                  | -                  |             | -           | -           | -           | -           | 25     | 21     | 2      | 2      | 84,00      |             |

## Palmarès
- Campionato polacco: 3

Pogoń Lwów: 1922, 1923, 1925